# Carlton, Australia
Carlton este o suburbie în Melbourne, Australia în municipiul City of Melbourne.